# Kleidotoma albipennis
Kleidotoma albipennis är en stekelart som beskrevs av Thomson 1862. Kleidotoma albipennis ingår i släktet Kleidotoma, och familjen glattsteklar. Arten är reproducerande i Sverige.